# Aude
Aude é um departamento da França localizado na região da Occitânia. Sua capital é a cidade de Carcassonne. Está limitado por os departamentos de Hérault a nordeste, Tarn ao norte, Alto Garona ao noroeste, Ariège ao sudoeste e Pireneus Orientais a nordeste.

## História
O departamento de Aude foi um dos 83 criados em 4 de março de 1790, em aplicação da lei de 22 de dezembro de 1789. Suas fronteiras abrangem terras que anteriormente foram parte da província de Languedoque.

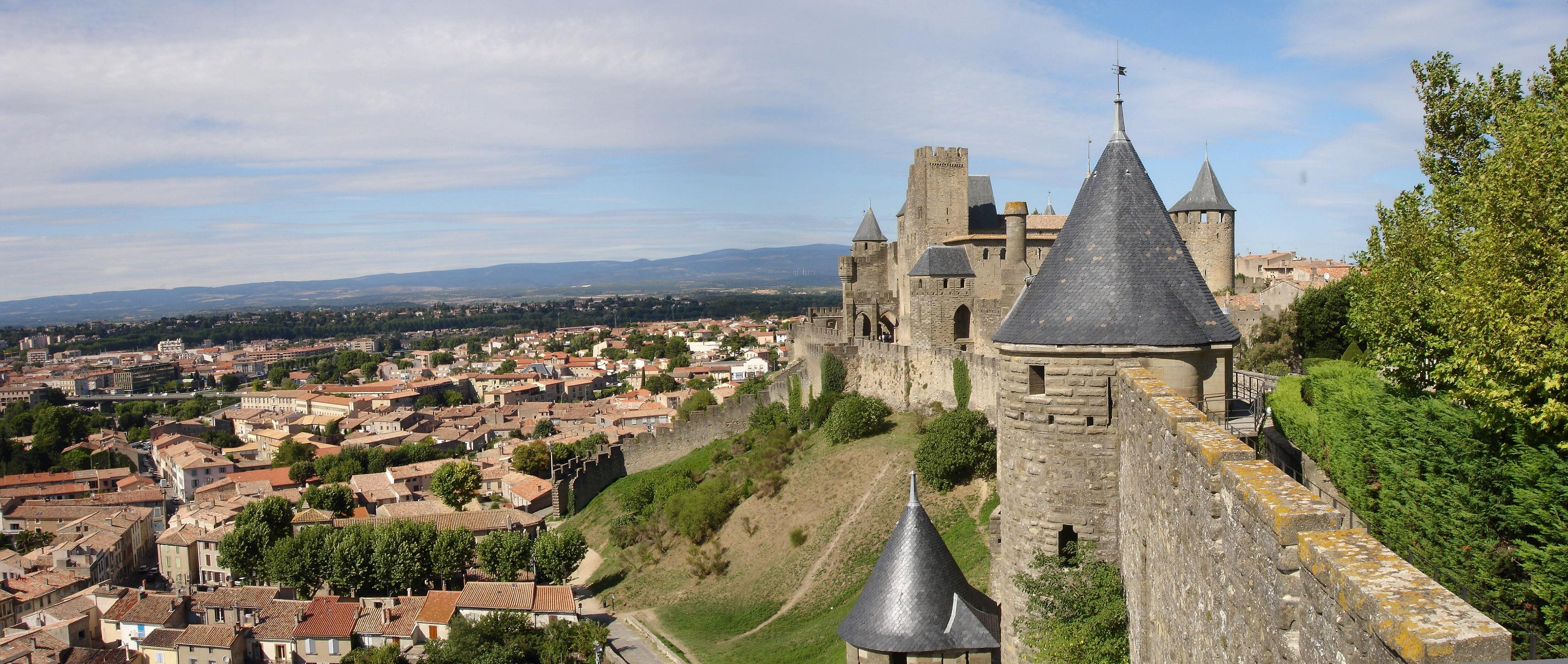
Vista da cidade de Carcassonne

## Geografia
Por Aude passam os rios Aude, Orbieu e Hers.